# 西坡镇 (两当县)
西坡镇，是中华人民共和国甘肃省陇南市两当县下辖的一个乡镇级行政单位。

## 行政区划
西坡镇下辖以下地区：
西坡社区、内谷村、崖头村、东坡村、西坡村、苍坪村、竹林村、垭河村、三坪村、店子村、三渡水村、边山村、红崖村和汪家村。